# Фотообесцвечивание
Фотообесцвечивание (фотовыцветание, обесцвечивание светом) — фотохимическое разрушение флюорофора. В микроскопии фотообесцвечивание может усложнять наблюдение за флюоресцентными молекулами, так как последние со временем разрушаются при облучении светом, вызывающим флюоресценцию.
Фотообесцвечивание может быть использовано до применения флюорофоров, связанных с антителами, для гашения аутофлуоресценции, что позволяет понизить фоновый уровень сигнала.
Обесцвечивание светом может быть использовано для изучения движения или диффузии молекул, например, при помощи (англ. FRAP, Fluorescence recovery after photobleaching) или (англ. FLIP, Fluorescence loss in photobleaching).
Снижение эффекта фотообесцвечивания можно регулировать снижением интенсивности или промежутка времени облучения светом, повышением концентрации флюорофора, снижением частоты (и энергии фотона) поглощаемого света, либо применением более устойчивых к разрушению флуорофоров, например, Alexa Fluor или DyLight Fluor.

## Продолжительность
В зависимости от их конкретного химического состава молекулы могут фотообесцвечиваться после поглощения всего нескольких фотонов, в то время как более прочные молекулы могут пройти много циклов поглощения/испускания перед разрушением:
- Зеленый флуоресцентный белок (англ. GFP): 104−105; 0,1-1 c
- Обычный органический краситель: 105−106; 1-10 с
- CdSe/ZnS: 108; > 1000 минут